# Kommissionen for bevaring af marine levende ressourcer i Antarktis
Kommissionen for bevaring af marine levende ressourcer i Antarktis  (engelsk: Commission for the Conservation of Antarctic Marine Living Resources - forkortet CCAMLR) er en kommission, som forvalter konventionen for bevaring af marine levende ressourcer i Antarktis ("Krillkonventionen"), som trådte i kraft i 1982 og er en del af Antarktis-traktaten. Kommissionen blev etableret i 1981 og har sit hovedkontor i Hobart på Tasmania, Australien.
Kommissionen blev oprettet som en følge af voksende bekymring for, at et øget fiskeri efter krill i Sydishavet kunne få stor indvirkning på bestandene af dyr, som ernærer sig på krill, hovedsagelig fugle, sæler og fisk.
"Bevaring" er i konventionen defineret således, at det omfatter rationel udnyttelse af ressourcerne. Udover fiskeriet efter krill foregår der fiskeri efter antarktisk tandfisk, patagonisk tandfisk og makrellisfisk i området. Kommissionen vedtager årligt retningslinjer for totalkvoter for de forskellige arter i konventionsområdet, som udgør det meste af Sydishavet. Totalkvotene bliver ikke delt mellem de enkelte medlemmer, og fiskeriet standser, når totalkvoterne er opbrugt.

## Medlemslande
Medlemskab i kommissionen er åbent for alle lande, som har tiltrådt Antarktis-traktaten. Kommissionen har 25 medlemslande (medregnet EU) og yderligere ni lande har sluttet sig til konventionens regler.
Medlemslande
| - Argentina - Australien - Belgien - Brasilien - Chile |  | - EU - Frankrig - Folkerepublikken Kina - Indien - Italien |  | - Japan - Namibia - New Zealand - Norge - Polen |  | - Rusland - Spanien - Storbritannien - Sverige - Sydafrika |  | - Sydkorea - Tyskland - Ukraine - USA - Uruguay |  |  |

Lande som følger konventionen, men som ikke er medlem
| - Bulgarien - Canada - Cookøerne - Finland - Grækenland |  | - Mauritius - Nederlandene - Peru - Vanuatu |